# Kabinett Nehru III

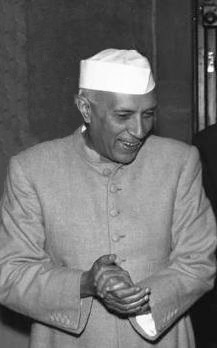
Premierminister Jawaharlal Nehru (1959)

Das Kabinett Nehru III wurde in Indien am 18. April 1957 durch Premierminister Jawaharlal Nehru gebildet. Es löste das Kabinett Nehru II ab und blieb bis zum 2. April 1962 im Amt, woraufhin es durch das Kabinett Nehru IV abgelöst wurde.

## Minister
Dem Kabinett gehörten folgende Minister an:
| Amt                                                                  | Name                                                    | Partei | Beginn der Amtszeit                           | Ende der Amtszeit                            |
| -------------------------------------------------------------------- | ------------------------------------------------------- | ------ | --------------------------------------------- | -------------------------------------------- |
| Premierminister                                                      | Jawaharlal Nehru                                        | INC    | 18. April 1957                                | 2. April 1962                                |
| Minister für Auswärtiges und Beziehungen zum Commonwealth of Nations | Jawaharlal Nehru                                        | INC    | 18. April 1957                                | 2. April 1962                                |
| Verteidigungsminister                                                | V. K. Krishna Menon                                     | INC    | 17. April 1957                                | 2. April 1962                                |
| Finanzminister                                                       | T. T. Krishnamachari Jawaharlal Nehru Morarji Desai     | INC    | 17. April 1957 13. Februar 1958 13. März 1958 | 13. Februar 1958 13. März 1958 2. April 1962 |
| Innenminister                                                        | Govind Ballabh Pant Lal Bahadur Shastri                 | INC    | 17. April 1957 4. April 1961                  | 7. März 1961 2. April 1962                   |
| Eisenbahnminister                                                    | Jagjivan Ram                                            | INC    | 17. April 1957                                | 2. April 1962                                |
| Bildungsminister                                                     | Abul Kalam Azad K. L. Shrimali                          | INC    | 17. April 1957 März 1958                      | 2. Februar 1958 2. April 1962                |
| Minister für Handel und Industrie                                    | Morarji Desai Lal Bahadur Shastri K. Chengalaraya Reddy | INC    | 17. April 1957 13. März 1958 April 1961       | 13. März 1958 April 1961 2. April 1962       |
| Minister für Planung                                                 | Gulzarilal Nanda                                        | INC    | 17. April 1957                                | 2. April 1962                                |
| Minister für Arbeit und Beschäftigung                                | Gulzarilal Nanda                                        | INC    | 17. April 1957                                | 2. April 1962                                |
| Minister für Transport und Kommunikation                             | Lal Bahadur Shastri                                     | INC    | 17. April 1957                                | 7. März 1961                                 |
| Minister für Stahl, Bergbau und Treibstoffe                          | Sardar Swaran Singh                                     | INC    | 17. April 1957                                | 2. April 1962                                |
| Minister für öffentliche Arbeiten, Wohnungsbau und Versorgung        | K. Chengalaraya Reddy Bezawada Gopala Reddy             | INC    | 17. April 1957 April 1961                     | April 1961 2. April 1962                     |
| Gesundheitsminister                                                  | Dattatraya Parasuram Karmarkar                          | INC    | 17. April 1957                                | 2. April 1962                                |
| Minister für Rehabilitation und Minderheiten                         | Mehr Chand Khanna                                       | INC    | 17. April 1957                                | 2. April 1962                                |
| Landwirtschaftsminister                                              | Punjabrao Deshmukh                                      | INC    | 1958                                          | 2. April 1962                                |
| Kooperationsminister                                                 | Punjabrao Deshmukh S. K. Dey                            | INC    | 1957 1958                                     | 1958 2. April 1962                           |
| Minister für Gemeindeentwicklung                                     | S. K. Dey                                               | INC    | 17. April 1957                                | 2. April 1962                                |
| Minister für Bewässerung und Energie                                 | Hafiz Mohamad Ibrahim                                   | INC    | 1958                                          | 1958                                         |
| Minister für Zivilluftfahrt                                          | Humayun Kabir                                           | INC    | 17. April 1957                                | 2. Februar 1958                              |
| Minister für wissenschaftliche Forschung und Kultur                  | Humayun Kabir                                           | INC    | 2. März 1958                                  | 2. April 1962                                |
| Wirtschaftsminister                                                  | Bezawada Gopala Reddy                                   | INC    | 1958                                          | 1961                                         |
| Minister ohne Geschäftsbereich                                       | T. T. Krishnamachari                                    | INC    | 13. Februar 1958                              | 2. April 1962                                |
| Solicitor General                                                    | C. K. Daphtary                                          | INC    | 17. April 1957                                | 2. April 1962                                |

## Staatsminister, Vize-Minister und Parlamentarische Staatssekretäre
Der Regierung gehörten ferner folgende Staatsminister, Vize-Minister und Parlamentarische Staatssekretäre an:
| Amt                                                                                     | Name                                 | Partei | Beginn der Amtszeit | Ende der Amtszeit       |
| --------------------------------------------------------------------------------------- | ------------------------------------ | ------ | ------------------- | ----------------------- |
| Staatsminister für Information und Rundfunk                                             | B. V. Keskar                         | INC    | 17. April 1957      | 2. April 1962           |
| Staatsminister für parlamentarische Angelegenheiten                                     | Satya Narayan Sinha                  | INC    | 17. April 1957      | 2. April 1962           |
| Staatsministerin im Innenministerium                                                    | Violet Alva                          | INC    | 17. April 1957      | 2. April 1962           |
| Staatsminister im Justizministerium                                                     | Ashoke Kumar Sen                     | INC    | 17. April 1957      | 2. April 1962           |
| Staatsminister im Ministerium für Ernährung und Landwirtschaft                          | Ajit Prasad Jain                     | INC    | 17. April 1957      | August 1959             |
| Staatsminister im Ministerium für Bildung und wissenschaftliche Forschung               | K. L. Shrimali                       | INC    | 17. April 1957      | März 1958               |
| Staatsminister im Ministerium für Handel und Industrie                                  | Nityanand Kanungo                    | INC    | 17. April 1957      | 2. April 1962           |
| Staatsminister im Ministerium für Handel und Industrie                                  | Manubhai Shah                        | INC    | 17. April 1957      | 2. April 1962           |
| Staatsminister im Ministerium für Transport und Kommunikation                           | Raj Bahadur                          | INC    | 17. April 1957      | 2. April 1962           |
| Vize-Außenministerin                                                                    | Lakshmi N. Menon                     | INC    | 17. April 1957      | 2. April 1962           |
| Vize-Verteidigungsminister                                                              | Sardar Surjit Singh Majithia         | INC    | 17. April 1957      | 2. April 1962           |
| Vize-Verteidigungsminister                                                              | K. Raghuramaiah                      | INC    | 17. April 1957      | 2. April 1962           |
| Vize-Wirtschaftsministerin                                                              | Tarakeshwari Prasad Sinha            | INC    | 17. April 1957      | 1958                    |
| Vize-Finanzministerin                                                                   | Tarakeshwari Prasad Sinha            | INC    | 1958                | 2. April 1962           |
| Vize-Finanzminister                                                                     | Bali Ram Bhagat                      | INC    | 17. April 1957      | 1962                    |
| Vize-Justizminister                                                                     | R. M. Hajarnavis                     | INC    | 5. Januar 1958      | 2. April 1962           |
| Vize-Minister für Handel und Industrie                                                  | Satish Chandra                       | INC    | 17. April 1957      | 2. April 1962           |
| Vize-Arbeitsminister                                                                    | Abid Ali Jaferbhai                   | INC    | 17. April 1957      | 2. April 1962           |
| Vize-Minister für Planung, Arbeit und Beschäftigung                                     | Lalit Narayan Mishra                 | INC    | 1960                | 2. April 1962           |
| Vize-Minister für Planung                                                               | Shyam Nandan Mishra                  | INC    | 17. April 1957      | 2. April 1962           |
| Vize-Minister für öffentliche Arbeiten, Wohnungsbau und Versorgung                      | Anil K. Chanda                       | INC    | 17. April 1957      | 2. April 1962           |
| Vize-Minister für Bildung und wissenschaftliche Forschung                               | Mono Mohan Das                       | INC    | 17. April 1957      | März 1958               |
| Vize-Minister für wissenschaftliche Forschung und Kultur                                | Mono Mohan Das                       | INC    | 17. April 1958      | 2. April 1962           |
| Vize-Minister für Ernährung und Landwirtschaft                                          | M. V. Krishnappa                     | INC    | 17. April 1957      | 2. April 1962           |
| Vize-Minister für Ernährung und Landwirtschaft                                          | A. M. Thomas                         | INC    | 17. April 1957      | 2. April 1962           |
| Vize-Minister für Zivilluftfahrt                                                        | Ahmed Mohiuddin                      | INC    | 1958                | 2. April 1962           |
| Vize-Minister für Gemeindeentwicklung und Kooperation                                   | B. S. Murthy                         | INC    | März 1959           | 2. April 1962           |
| Vize-Minister für Rehabilitation                                                        | P. S. Naskar                         | INC    | 1958                | 2. April 1962           |
| Vize-Eisenbahnminister                                                                  | S. V. Ramaswamy                      | INC    | 1958                | 2. April 1962           |
| Parlamentarische Staatssekretärin im Finanzministerium                                  | Manorama Pandey                      | INC    | 1961                | 2. April 1962           |
| Parlamentarischer Staatssekretär im Ministerium für Planung, Arbeit und Beschäftigung   | Lalit Narayan Mishra                 | INC    | 17. April 1957      | 1960                    |
| Parlamentarischer Staatssekretär im Ministerium für Gemeindeentwicklung und Kooperation | B. S. Murthy Shyam Dhar Misra        | INC    | 17. April 1957 1959 | März 1959 2. April 1962 |
| Parlamentarischer Staatssekretär im Ministerium für Information und Rundfunk            | G. Rajagopalan Anand Chandra Joshi   | INC    | 17. April 1957 1959 | 1960 2. April 1962      |
| Parlamentarischer Staatssekretär im Verteidigungsministerium                            | Fatesinghrao Pratap-Singhrao Gaekwad | INC    | 17. April 1957      | 2. April 1962           |
| Parlamentarischer Staatssekretär im Ministerium für Bewässerung und Energie             | Syed Ahmad Mehdi                     | INC    | 17. April 1957      | 2. April 1962           |
| Parlamentarischer Staatssekretär im Ministerium für Rehabilitation und Minderheiten     | P. S. Naskar                         | INC    | 17. April 1957      | 1958                    |